# BIA 10-2474
Le BIA 10-2474 est un inhibiteur expérimental du système enzymatique FAAH en phase d'essai jusqu'en janvier 2016 par le laboratoire Bial, leader de l'industrie pharmaceutique portugaise. La molécule, testée comme antalgique,, entre en interaction, au sein de l'organisme humain, avec le système endocannabinoïde,. À la suite d'un essai clinique mortel chez son prestataire Biotrial, Bial abandonne définitivement ses recherches sur cette molécule.

## Structure et action
La structure chimique du BIA 10-2474 est décrite dans le protocole d'essai clinique BIA-102474-101 publié par l'ANSM, développée de manière sélective à partir des composés chimiques décrits dans le brevet WO 2010/074588.
Le système enzymatique FAAH dégrade des neurotransmetteurs comme l'anandamide, ce qui peut influer sur les modes et les rythmes d'alimentation et de sommeil, sur le soulagement de la douleur également,.
Certains inhibiteurs du FAAH ont été proposés pour toute une gamme d'affections nerveuses, y compris l'anxiété, l'alcoolisme et la douleur. Le laboratoire Bial détient divers brevets concernant les inhibiteurs au système enzymatique FAAH,.
La molécule testée est décrite sur le site Internet de Bial comme destinée à des « pathologies neurologiques et psychiatriques. »

## Essais cliniques
Les essais précliniques sur animaux ont lieu en juillet 2015 sur des souris, des rats, des chiens et des singes.
Le 9 juillet 2015, le laboratoire Biotrial Rennes, une CRO (« contract research organization »), commence des essais de phase I chez l'homme. 90 sujets, âgés de 28 à 49 ans, se portent volontaires pour absorber la molécule. La première partie de l'essai consiste à administrer une dose unique à chaque sujet, avec huit sujets par palier de dose, six recevant le produit étudié et deux recevant un placebo. Les paliers réalisés comme prévu sont 0,25 mg, 1,25 mg, 2,5 mg, 5 mg, 10 mg, 20 mg, 40 mg et 100 mg. La deuxième partie est une étude sur douze sujets prenant chacun successivement deux fois une dose de 40 mg sans puis avec une alimentation riche. La troisième partie de l'essai consiste à administrer à chaque sujet une dose quotidienne répétée pendant dix jours consécutifs. Comme dans la première phase, il y a des paliers de dose et huit sujets, dont deux reçoivent un placebo par palier de dose. Les cinq doses de cette deuxième partie sont 2,5 mg/j, 5 mg/j, 10 mg/j, 20 mg/j et 50 mg/j chaque fois pendant dix jours. C'est lors du cinquième palier de cette deuxième phase qui débute le 6 janvier 2016, qu'un homme est hospitalisé au CHU de Rennes le 10 janvier, après cinq jours. Les cinq, autres volontaires reçoivent une sixième dose le 11 janvier avant que l'essai ne soit arrêté. Le premier patient hospitalisé, considéré en état de mort cérébrale,,, décède le 17 janvier 2016.
Le 8 juillet 2016, Bial annonce qu'il abandonne définitivement ses recherches sur cette molécule.
Depuis l'accident de Londres avec le TGN1412 en 2006, l'Agence européenne des médicaments (EMA) a rédigé une recommandation d'administrer chaque nouvelle dose à un seul sujet à la fois mais il semble que l'ANSM, qui indique sur son site : « L'évaluation du protocole par l'ANSM a été réalisée en prenant en compte la recommandation européenne relative aux essais de premières administrations d'un médicament à l'homme. », ignore le contenu de cette recommandation.
Merck (MK-4409 (en)), et Pfizer (PF-04457845 (en)) ont déjà quant à eux développé et testé cliniquement des inhibiteurs du système FAAH sans essuyer de tels effets indésirables.

## Enquêtes
Le texte peut changer fréquemment, n’est peut-être pas à jour et peut manquer de recul. 
Le titre et la description de l'acte concerné reposent sur la qualification juridique retenue lors de la rédaction de l'article et peuvent évoluer en même temps que celle-ci.
À la suite de l'essai thérapeutique mortel, des enquêtes judiciaires et administratives ont été initiées. En France, une enquête est ouverte pour blessures involontaires.

## Suites
En novembre 2016, la France modifie sa réglementation en obligeant les promoteurs des essais sur des volontaires à signaler à l'ANSM « sans délai » les effets indésirables graves observés.